# Friedrich Wilhelm Schwamkrug
Friedrich Wilhelm Schwamkrug (* 20. Februar 1808 in Schneeberg; † 23. April 1880 in Freiberg) war ein deutscher Maschinenkonstrukteur und der letzte Oberkunstmeister in Sachsen.

## Leben

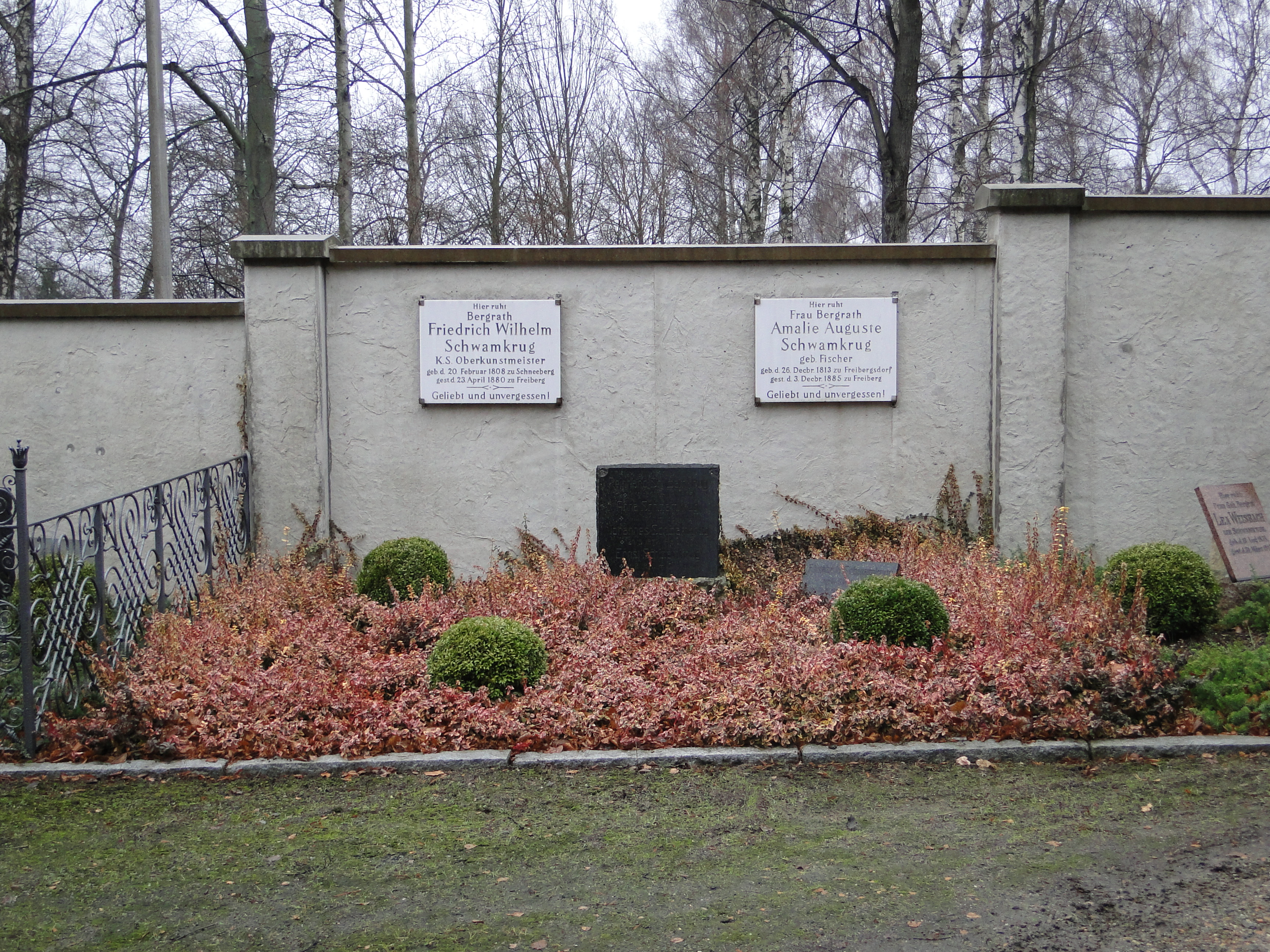
Schwamkrugs Grab in Freiberg

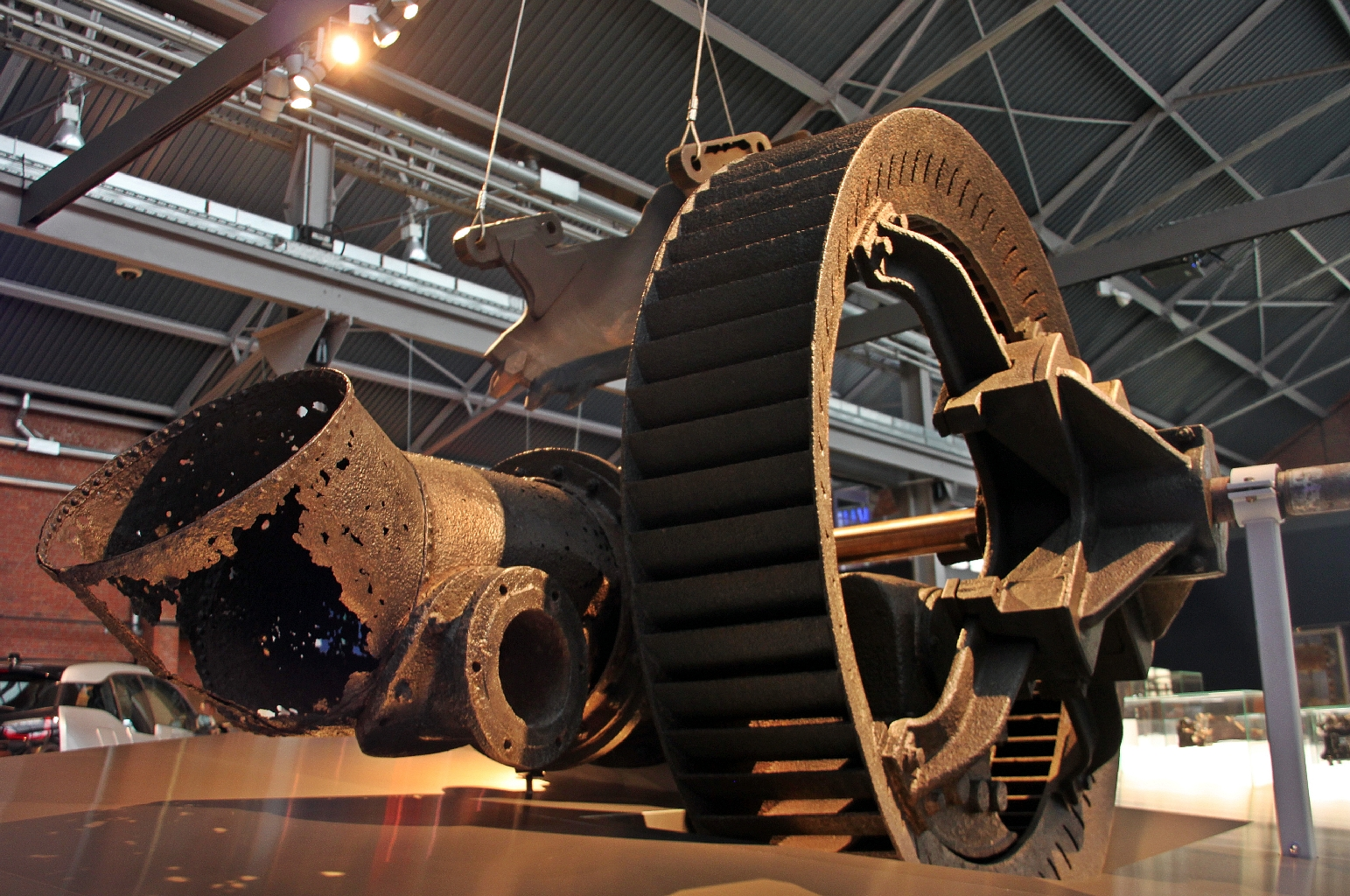
Schwamkrugturbine im Industriemuseum Chemnitz

Friedrich Wilhelm Schwamkrug war ein Sohn des Schneeberger Berggeschworenen Christian August Schwamkrug und dessen Frau Friederike Sophie, geborene Gellert. Nach dem Abschluss der Gymnasialausbildung in seiner Heimatstadt nahm Schwamkrug 1826 ein Studium an der Bergakademie Freiberg auf. Im Anschluss daran erhielt er 1830 eine Anstellung als Maschinenbaugehilfe an der Königlichen Schmelzhütte in Halsbrücke. Im Jahr 1839 wurde Schwamkrug zum Maschinenmeister der Königlichen Maschinenbauwerkstatt Halsbrücke berufen. Er war damit dem Maschinendirektor Christian Friedrich Brendel direkt unterstellt.
Schwamkrug wurde 1845 zum Bergamtsassessor für Maschinenbau ernannt.
An der Gewerbeschule zu Chemnitz lehrte Schwamkrug ab 1846 das Maschinenbaufach. 1851 berechnete er die kostengünstigste Antriebskraft für Förderung und Wasserhaltung. Ebenso wie Brendel 1829 wies er nach, dass die Wasserkraft billiger als die Dampfkraft oder Pferdegöpel war.
Schwamkrug verstarb 1880 in Freiberg und wurde auf dem Donatsfriedhof beigesetzt.

## Schwamkrug-Turbine
Schwamkrugs größte Leistung war die Erfindung der nach ihm benannten Turbine. Die langsamlaufende Gleichdruck-Radialturbine sollte zum Antrieb von Kunstgezeugen und Wassergöpeln dienen, um die bis dahin verwendeten Kunst- und Kehrräder zu ersetzen. Sie war effizienter als diese und mit ihrem Arbeitstempo an die Kolbenpumpen-Kunstgezeuge angepasst, die weniger als 10 Hübe pro Minute machten.
Schwamkrug konstruierte 1847 folglich eine Turbine mit größerem Umfang als andere Turbinen, jedoch deutlich kleinerem Umfang als Wasserräder gleicher Leistung. Die Turbine arbeitete bereits mit wenig Aufschlagwasser, wobei diese Wassermenge auch nur partiell auf die Beschaufelung traf. Die Aufschlagwassermenge und damit die Drehzahl konnte über Klappen im Leitrohr reguliert werden. Zusätzlich ließ sich noch der Auftreffwinkel des Wassers verstellen. Für den Einsatz als Fördermaschine (Turbinengöpel) wurde die Schwamkrugturbine mit doppelter, gegenläufiger Beschaufelung ähnlich einem Kunstrad ausgeführt.
| Jahr    | Ort                                            | Anwendung     | Durchmesser Außen/Innen | Fallhöhe                                    | Leistung | Bemerkung                                                                              |
| ------- | ---------------------------------------------- | ------------- | ----------------------- | ------------------------------------------- | -------- | -------------------------------------------------------------------------------------- |
| 1846/47 | 5. Lichtloch des Rothschönberger Stollns       | Kunstgezeug   | 2,3/1,7 m               | 10,7 m (zwischen Grabentour und Bobritzsch) | 4,5 PS   | erste Anwendung der Schwamkrugturbine                                                  |
| 1847    | Oberes neues Geschrei, Hoffnungschacht         | Kunstgezeug   | 2,19/1,7 m              | 29,6 m                                      | 13 PS    |                                                                                        |
| 1850/52 | oberschlächtiger Churprinzer Kunstschacht      | Kunstgezeug   | 2,5 m                   | 42 m / 41 m                                 |          | zweite gebaute Schwamkrugturbine, doppelte Untersetzung, über dem Treue Sachsen Stolln |
| 1851    | Oberes neues Geschrei, Hoffnungschacht         | Turbinengöpel | 2,19/1,7 m              | 29,6 m                                      | 13 PS    |                                                                                        |
| 1851    | 5. Lichtloch des Rothschönberger Stollns       | Turbinengöpel |                         |                                             |          |                                                                                        |
| 1854    | 4. Lichtloch des Rothschönberger Stollns       | Kunstgezeug   |                         |                                             |          |                                                                                        |
| 1855    | Himmelfahrt Fundgrube, Thurmhofer Richtschacht | Kunstgezeug   |                         |                                             |          |                                                                                        |
| 1867/68 | 7. Lichtloch des Rothschönberger Stollns       |               | 7,72/k. A. m            | 4,7 m                                       | 65 PS    | größte gebaute Schwamkrugturbine                                                       |
| 1868    | Churprinz                                      | Turbinengöpel | 2,94/2,3 m              | 42–47,5 m                                   | 100 PS   |                                                                                        |

## Ehrungen
Schwamkrug erhielt 1855 die Berufung zum Oberkunstmeister, 1869 erfolgte seine Ernennung zum Bergrat. Schwamkrug war Stadtverordneter in Freiberg und engagierte sich hier insbesondere um den Bau der städtischen Wasserleitung.
Für seine Verdienste wurde ihm 1857 der Albrechts-Orden und 1878 der Königlich-Sächsische Verdienstorden verliehen. Sein Sohn Reinhard Schwamkrug trat in seine Fußstapfen und wirkte als Maschinenmeister der konsortschaftlichen Gruben in Schneeberg. Seine Tochter Lea war mit Prof. Albin Weisbach verheiratet.